# Eidsvåg (Nesset)
Eidsvåg este o localitate din comuna Nesset, provincia Møre og Romsdal, Norvegia, cu o suprafață de 1,06 km² și o populație de 890 locuitori (2013).